# 빛과 그림자 (1967년 영화)
"빛과 그림자"는 1967년 공개된 대한민국의 영화이다. 최경옥 감독이 메가폰을 잡았으며 김일안 작가가 시나리오를 썼다.
이 영화에서는 길옥윤선생이 음악을 맡았으며  주제가는 길옥윤 선생님이 작사/작곡/편곡을 맡았고 노래는 최희준씨가 맡아서 불렀다.
이영화에서는 문희, 김성옥, 남궁원, 감독(최경옥), 김희준, 최불암등 이 주연으로 출연했다.

## 배역
- 문희
- 김성옥
- 남궁원
- 최경옥
- 김희준
- 최불암